# Биньоне, Этторе
Этторе Биньоне (итал. Ettore Bignone; 17 декабря 1879 г., Пинероло — 11 августа 1953 г., Флоренция) — итальянский филолог-классик.
Профессор, член Академии Италии (1939), членкор Британской академии (1938).
Лауреат премии Муссолини (1938).
Окончил Туринский университет по классической филологии с защитой диссертации по Лукрецию (1901), доктор философии (1902). Начал работать учителем гимназии в Сицилии.
В 1922 году получил кафедру в Палермо.
С 1925 г. профессор во Флоренции. С 1950 г. в отставке.